# Tsuyoshi Sato
Tsuyoshi Sato (佐藤 健 Sato Tsuyoshi?, nacido el 5 de febrero de 1988 en Kanagawa) es un exfutbolista japonés. Jugaba de guardameta y su único club fue el SC Sagamihara de Japón.

## Trayectoria

### Clubes
| Club          | País  | Año         |
| ------------- | ----- | ----------- |
| SC Sagamihara | Japón | 2010 - 2016 |

## Estadística de carrera

### J. League
| Club          | Año   | J. League | J. League | Copa J. League | Copa J. League | Total | Total |
| Club          | Año   | Part.     | Goles     | Part.          | Goles          | Part. | Goles |
| ------------- | ----- | --------- | --------- | -------------- | -------------- | ----- | ----- |
| SC Sagamihara | 2014  | 28        | 0         | -              | -              | 28    | 0     |
| SC Sagamihara | 2015  | 36        | 0         | -              | -              | 36    | 0     |
| SC Sagamihara | 2016  | 5         | 0         | -              | -              | 5     | 0     |
| Total         | Total | 69        | 0         | 0              | 0              | 69    | 0     |